# Зітембяк
Зітембя́к (рос. Зитембяк, башк. Етембәк) — присілок у складі Дюртюлинського району Башкортостану, Росія. Входить до складу Ісмаїловської сільської ради.
Населення — 195 осіб (2010; 193 у 2002).
Національний склад:
- башкири — 95 %

У присілку народився татарський поет Мансуров Зія Мансурович (1916-1965).